# 第25軍団 (北軍)
南北戦争中の北軍第25軍団（XXV Corps）は南北戦争後期に編成された軍団で、ほとんどが黒人連隊で構成されていた。

## 歴史
1864年12月3日、ジェームズ軍所属の第10軍団および第18軍団の組織再編が行われた。白人兵士で構成された部隊は第24軍団に所属し、他方黒人兵士で構成された部隊は第25軍団に所属し、ゴッドフリー・ウェイツェル（Godfrey Weitzel）少将を軍団長とすることとなった。この新しい第25軍団は、ピータースバーグ包囲作戦中に目立った活躍をすることは無く、特筆すべき活動としては、4月3日に南軍の首都であったリッチモンドに最初に入城した部隊となったこと程度である。その後、フランス皇帝ナポレオン3世のメキシコ出兵に対抗するため、テキサス州に送られた。
1866年1月に、第25軍団は解散した。

## 参考資料
- XXV Corps history